# (4991) Hansuess
(4991) Hansuess est un astéroïde de la ceinture principale.

## Description
(4991) Hansuess est un astéroïde de la ceinture principale. Il fut découvert le 1er mars 1981 à Siding Spring par Schelte J. Bus. Il présente une orbite caractérisée par un demi-grand axe de 3,00 UA, une excentricité de 0,11 et une inclinaison de 10,5° par rapport à l'écliptique.

## Compléments